# Plankenhof
Plankenhof (lb. Plankenhaff) – mała miejscowość (lieu-dit)  w środkowym Luksemburgu, w kantonie Mersch, w gminie Lintgen. Do 3 października 2015 miejscowość leżała w dystrykcie Luksemburg.  